# 行貝寧々
行貝 寧々（なめがい ねね、1997年3月7日 - ）は、日本のフリーアナウンサーである。アルマックスエージェンシー所属
元新潟放送 (BSN) のアナウンサー。

## 来歴
東京都出身。上智大学外国語学部ドイツ語学科卒業。
大学を卒業後、2019年4月に新潟放送（BSN）に入社。アナウンス部に配属され、同期の前野智郎とともに同局のアナウンサーになる。
2025年3月一杯でBSNを退職。
2025年4月1日～ アルマックスエージェンシーに所属し、フリーアナウンサーとして活動開始。

## 人物
大学では英語研究会 (English Speaking Society/E.S.S.) に在籍し、2016年にはドイツに留学した。2017年には『週刊朝日』の女子大学生表紙モデルを務め、2018年には当該モデルが「有名大学女子ランチ」を紹介する同誌の記事に掲載されている。
新潟放送に入社してからも、2020年に『週刊ポスト』の地酒と逸品を紹介する記事に登用されている。

## 担当番組

### テレビ番組
- BSN水曜見ナイト → 新潟全県民バラエティ 水曜見ナイト - 中継担当[1]
- ワンダフル競馬 - アシスタント
- BSN NEWS ゆうなび - フィールドキャスター
- 黒崎くんの言いなりで！

### ラジオ番組
- わたしとよりみちくん
- 近藤丈靖の独占!ごきげんアワー - 月曜担当
- 歌のない歌謡曲
- スーパー・ササダンゴ・マシンのセッパン!

### ネット配信番組
- 行貝寧々の会えなくたってかまわない！（ポッドキャスト配信）[8]